# Brugge (album)
Brugge – zapis koncertu zespołu Sol Invictus, jaki dał on w Cactus Club 3 lutego 1996 roku (zob. 1996 w muzyce) w belgijskim mieście Brugge. Tony'ego Wakeforda na koncercie wspomagali: Karl Blake, Matt Howden, Eric Roger, Clive Giblin i Stephen Catchick. Płyta wydana w 2001 roku w oficynie Tursa.

## Spis utworów
1. Intro
2. Amongst the Ruins
3. Sheath and Knife
4. Media
5. English Murder
6. The Fool
7. Like a Sword
8. The Killing Tide
9. Fields
10. Believe Me
11. Down the Years
12. The World Shrugged
13. In Days to Come
14. A Rose in Hell
15. Death of the West